# 普兰布瓦韦讷
普兰布瓦韦讷（法語：Plaimbois-Vennes，法語發音：[plɛ̃bwa vɛn]）是法国杜省的一个市镇，属于蓬塔利耶区。

## 地理
普兰布瓦韦讷（47°11'2"N, 6°32'26"E）面积10.8 平方千米，位于法国勃艮第-弗朗什-孔泰大區杜省，该省份为法国东部内陆省份，北起上索恩省，西接汝拉省，东部及东南部与瑞士接壤，东北部与贝尔福地区省接壤。
与普兰布瓦韦讷接壤的市镇（或旧市镇、城区）包括：皮埃尔方丹莱瓦朗、布勒通维莱、吉扬韦讷、洛赖、普兰布瓦-迪米鲁瓦尔、拉索梅特、韦讷。

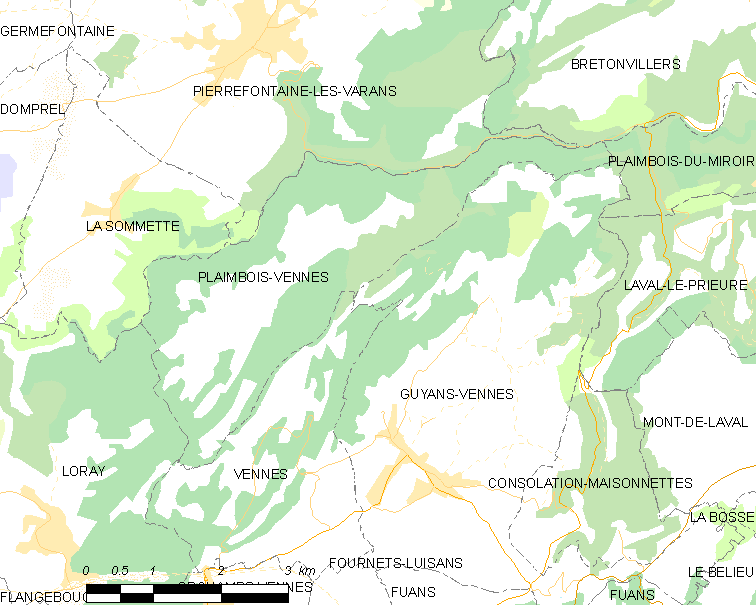
普兰布瓦韦讷的OSM定位图

普兰布瓦韦讷的时区为UTC+01:00、UTC+02:00（夏令时）。

## 行政
普兰布瓦韦讷的邮政编码为25390，INSEE市镇编码为25457。

## 政治
普兰布瓦韦讷所属的省级选区为瓦尔达翁县。

## 人口

1962-2008年间普兰布瓦韦讷人口变化图示

普兰布瓦韦讷于2022年1月1日时的人口数量为116人。